# نگوزی ابره
نگوزی ابره (انگلیسی: Ngozi Ebere؛ زادهٔ ۵ اوت ۱۹۹۱) بازیکن فوتبال اهل نیجریه است.
از باشگاه‌هایی که در آن بازی کرده‌است می‌توان به باشگاه فوتبال زنان پاری سن ژرمن اشاره کرد.
وی همچنین در تیم‌های ملی فوتبال تیم ملی فوتبال زیر 20 سال زنان نیجریه و زنان نیجریه بازی کرده‌است.